# O'Hara (Pennsylvania)
O'Hara  è una township degli Stati Uniti d'America, nella contea di Allegheny nello Stato della Pennsylvania. Secondo il censimento del 2000 la popolazione è di 8.856 abitanti. Il nome lo si deve a James O'Hara (1752–1819)

## Società

### Evoluzione demografica
La composizione etnica vede una prevalenza della razza bianca (95,25%) seguita da quella asiatica (3,04%), dati del 2000.
| township di O'Hara Popolazione |       |
| 2000                           | 8.856 |
| Stima al 01-07-07              | 9.474 |